# Dorāneh
Dorāneh (persiska: دُورانِه, دَرونِه, دَرُونِه, دَرنِه, Dowrāneh, درانه) är en ort i Iran.   Den ligger i provinsen Hamadan, i den nordvästra delen av landet, 300 km sydväst om huvudstaden Teheran. Dorāneh ligger 1 510 meter över havet och antalet invånare är 205.
Terrängen runt Dorāneh är varierad.Runt Dorāneh är det ganska tätbefolkat, med 124 invånare per kvadratkilometer. Närmaste större samhälle är Nahāvand, 14,9 km öster om Dorāneh. Trakten runt Dorāneh består till största delen av jordbruksmark.